# Ліпнік (Молдова)
Ліпнік (рум. Lipnic) — село в Молдові в Окницькому районі. Центр однойменної комуни, до складу якої також входить село Паустова.

## Історія
В 1470 році хан Великої Орди, суперник Кримського хана, організував набіг на Молдавське князівство, але 20 серпня цього ж року був розбитий військами Штефана чел Маре в бою поблизу Ліпніка, а ханський син був взятий в полон. Відправлену в Молдавію делегацію для викупу ханського сина Стефан катував, як і самого сина.

## Археологія
На південний схід від села, в урочищі під назвою Лашанцур, знаходиться городище Ліпнік. Тут знайдені сліди кільцевого в плані рову і земляного валу по внітрішньому краю рову - залишки дерев'яно-земляної фортеці глибокої давнини. Укріплення було споруджене на розлогому схилі річки Солонець, що протікає по дні неглибокої лощини і впадає в невелике озеро. Рів та земляний вал оточували фортечний двір овальної в плані форми площею близько 5 га. Зі сторони річки оборонних будівель не було. Коли і ким було побудоване городище достовірно не встановлено. Археолог Н.А. Кетрару, перший хто оглянув залишки стародавньої фортеці, припустив, що вони відносяться до гетської культури IV—III століть до н.е.